# Över-Unnsjön
Över-Unnsjön är en sjö i Härjedalens kommun i Härjedalen och ingår i Ljusnans huvudavrinningsområde. Sjön har en area på 0,0737 kvadratkilometer och ligger 651,1 meter över havet. Sjön avvattnas av vattendraget Unnsån.

## Delavrinningsområde
Över-Unnsjön ingår i det delavrinningsområde (694196-136306) som SMHI kallar för Inloppet i Neder-Unnsjön. Medelhöjden är 731 meter över havet och ytan är 15,62 kvadratkilometer. Räknas de 2 avrinningsområdena uppströms in blir den ackumulerade arean 30,39 kvadratkilometer. Unnsån som avvattnar avrinningsområdet har biflödesordning 3, vilket innebär att vattnet flödar genom totalt 3 vattendrag innan det når havet efter 355 kilometer. Avrinningsområdet består mestadels av skog (68 procent) och sankmarker (29 procent). Avrinningsområdet har 0,17 kvadratkilometer vattenytor vilket ger det en sjöprocent på 1,1 procent.